# Miroslav
Miroslav (tyska: Mißlitz, Mislitz) är en stad i Tjeckien. Den ligger i regionen Södra Mähren, i den sydöstra delen av landet, 190 km sydost om huvudstaden Prag. Miroslav ligger 253 meter över havet och antalet invånare är 2 887 (2016).
Terrängen runt Miroslav är platt. Runt Miroslav är det ganska glesbefolkat, med 42 invånare per kvadratkilometer. Närmaste större samhälle är Ivančice, 17,7 km norr om Miroslav. Trakten runt Miroslav består till största delen av jordbruksmark.